# والوژین
والوژین (به لاتین: Valozhyn) یک منطقهٔ مسکونی در بلاروس است که در منطقه مینسک واقع شده‌است. والوژین ۷٫۶۸۳ کیلومتر مربع مساحت و ۱۰٬۴۸۸ نفر جمعیت دارد و ۲۰۳ متر بالاتر از سطح دریا واقع شده‌است.